# Władysław Kretkowski

Herb Dołęga

Władysław Zygmunt Leon Kretkowski, pseudonim Władysław Trzaska, herbu Dołęga (ur. 21 grudnia 1840 w Baruchowie, zm. 23 sierpnia 1910) – polski matematyk, doktor Uniwersytetu Jagiellońskiego, docent Uniwersytetu i Politechniki Lwowskiej.

## Życiorys

### Pochodzenie
Syn Emiliana (1817–1894), sędziego pokoju okręgu kowalskiego i Izabeli Chrząszczewskiej. Brat Mieczysława Jana, założyciela szkoły rolniczej. Potomek Józefa (zm. 1729), kasztelana kowalskiego.

### Nauka i praca
Kształcił się w Instytucie Szlacheckim i gimnazjum realnym w Warszawie, gdzie w 1860 roku otrzymał patent. Uczestniczył  w powstaniu styczniowym; brał udział w bitwach pod
Nową Wsią oraz pod Brdowem. Studia matematyczne, uzyskując stopień licencjata, ukończył na Sorbonie, był eksternistycznym absolwentem Szkoły Dróg i Mostów (1867) w Paryżu. W roku 1879 został prywatnym docentem Politechniki, a w roku 1881 Uniwersytetu we Lwowie. W roku 1882 obronił doktorat z matematyki na UJ. Promotorem pracy doktorskiej był Franciszek Karliński; pracę oceniał również Franciszek Mertens. W 1883 roku zrezygnował ze stanowiska na Uniwersytecie, Politechnikę opuścił jeszcze wcześniej.
Prace naukowe Kretkowskiego dotyczyły głównie teorii wyznaczników, ale także analizy matematycznej, geometrii, algebry i zastosowań matematyki. Pierwsze prace publikował pod pseudonimem Władysław Trzaska. Jest Kretkowski autorem pierwszej polskiej pracy z geometrii wielowymiarowej (Rozwiązanie pewnego zadania geometrii wielowymiarowej), w którym jako pierwszy podał efektywny wzór na środek wielowymiarowej sfery; w rozwiązaniu korzystał z teorii wyznaczników. Jako pierwszy podał prawidłowe rozwiązanie tzw. trójwymiarowego problemu Apoloniusza, podając nie tylko liczbę rozwiązań, ale również efektywną metodę ich uzyskania. Najbardziej znane są jego Krótkie wiadomości o wyznacznikach stanowiące dodatek do monografii Folkierskiego Zasady rachunku różniczkowego i całkowego (1870). Swoje rozprawy publikował w „Pamiętniku Towarzystwa Nauk Ścisłych w Paryżu”, „Pamiętnikach” i „Rozprawach” Akademii Umiejętności w Krakowie, lwowskim „Muzeum” oraz warszawskich „Pracach matematyczno-fizycznych”. Był jednym z  polskich uczonych, którzy przyczynili się do stworzenia Towarzystwa Nauk Ścisłych w Paryżu (obok Folkierskiego, Gosiewskiego i Klugera; razem z nim tworzyli oni nieformalną grupę „czterech Władysławów”). Był członkiem redakcji „Czasopisma Technicznego”.

### Śmierć i spadek
Zmarł 23 sierpnia 1910 w Krakowie.
W testamencie przekazał swój ogromny osobisty majątek (blisko pół miliona koron) oraz księgozbiór na rzecz krakowskiej matematyki. Majątkiem zarządzała Akademia Umiejętności, a pierwszym przewodniczącym „Funduszu im. dra W. Kretkowskiego” został Kazimierz Żorawski. Beneficjentami funduszu było wielu znanych krakowskich matematyków, między innymi: Hoborski, i Leja, Rosenblatt, Stożek, Wilkosz, a szczególnie Sleszyński, który otrzymał katedrę utworzoną dzięki temu funduszowi.

## Literatura
- Adam Boniecki, Herbarz Polski (tom XII, str. 268-276, Kretkowscy herbu Dołęga).
- Danuta Ciesielska, Władysław Kretkowski (1840-1910), „Kwartalnik Historii Nauki i Techniki” 4 (2014), 17-53.
- Hr. Seweryn Uruski, Rodzina. Herbarz szlachty polskiej (tom VIII, str. 53-56, Kretkowscy herbu Dołęga).
- Wielka encyklopedia powszechna ilustrowana  Saturnina Sikorskiego (wyd. 1892-1914, tom 40, str. 865).
- Encyklopedia Powszechna Orgelbranda (wyd. 1898-1904, tom 8, str. 609).